# رول پیاز
رول پیاز، رولی با منشأ یهودی اشکنازی شبیه به نان است که از خمیری نرم و کمی شیرین شبیه به چلّه ساخته می‌شود و حاوی پیاز خشک است که در سراسر آن طعم خاص خود را ایجاد می‌کند. غالباً روی آن پیاز خشک شده و گاهی دانه‌های خشخاش می‌ریزند.

## بررسی اجمالی
رول پیاز یک رول کوچک است که منشأ آن جوامع یهودی اروپای شرقی چند صد سال پیش است. رول‌ها حاوی آرد، آب، تخم مرغ، روغن، نمک، مخمر، شکر، پیاز خشک و اغلب دانه‌های خشخاش هستند. امروزه معمولاً توسط افراد جامعه یهودی برای ساندویچ استفاده می‌شود، اگرچه به عنوان رول شام نیز استفاده می‌شود و معمولاً در اغذیه فروشی‌ها و نانوایی‌های یهودی در سراسر آمریکای شمالی و اسرائیل یافت می‌شود.

## تاریخچه

### تاریخ اولیه
رول‌های پیاز چند صد سال پیش در جامعه یهودی اشکنازی اروپای شرقی ایجاد شد و احتمالاً توسط پناهندگان یهودی فراری از اروپای شرقی در اواخر قرن بیستم (اواخر دهه ۱۸۰۰) به آمریکا آورده شد. این پناهندگان غذاهای سنتی یهودی خود را با خود به خانه‌های جدید خود در آمریکا آوردند، به ویژه در شهر نیویورک، که به مرکز فرهنگ یهودیان تبدیل شد و جایی بود که رول پیاز بیشتر مورد توجه قرار گرفت.

### ۱۹۰۸–۲۰۰۲
رول پیاز را می‌توان در نانوایی‌ها، رستوران‌ها، اغذیه‌فروشی‌ها و بازارهای یهودیان در سراسر ایالات متحده و سایر مکان‌ها با جمعیت قابل توجه یهودی یافت. با این حال مهم‌تر از همه، رستوران لبنیات کوشر راتنر در محله لوور ایست ساید شهر نیویورک در سال ۱۹۰۸ افتتاح شد و کمی بعد شروع به سرو رول‌های پیاز معروف خود کرد. این رول‌های پیاز هم در جامعه یهودی و هم در میان دیگر نیویورکی‌ها معروف شد. این رستوران چندین مکان دیگر را افتتاح کرد اما در نهایت، همه آنها در سال ۲۰۰۲ بسته شدند. در اوج رستوران، روزانه ۳۰۰۰ رول پیاز پخته و سرو می‌شد.

### ۲۰۰۲–اکنون
به گفته نویسنده یهودی آمریکایی کتاب آشپزی و نانوا، استنلی گینزبورگ، "پیدا کردن یک رول پیاز مناسب تقریبا غیرممکن است." از زمان بسته شدن Ratner's در سال ۲۰۰۲ که او را بر آن داشت تا به نوشتن کتاب آشپزی "درون نانوایی یهودی" کمک کند، نسخه خود را از یک رول پیاز، و دیگر نان‌های کلاسیک یهودی و سایر محصولات پخته شده را ارائه دهد. رول‌های پیاز از آن زمان در دیگر کتاب‌های آشپزی یهودیان نیز به چشم می‌خورد. خانواده‌ای که قبلاً صاحب رستوران رتنر بودند، بعد از بسته شدن رستوران، کتابی را با دستور پخت رول‌های پیاز اصلی خود منتشر کردند.
امروزه رول‌های پیاز معمولاً در سوپرمارکت‌ها در سراسر شمال شرقی ایالات متحده و همچنین در مناطق لس‌آنجلس و میامی به دلیل جمعیت زیاد یهودی‌شان یافت می‌شود. رول پیاز توسط برندهای مختلفی از جمله Kasanoff's, Miami Onion Roll Company, Ratner's, Zomick's و سایر برندها در فروشگاه‌های سراسر کشور به فروش می‌رسد.
رول‌های پیاز همچنان در نانوایی‌ها و رستوران‌های لبنیات یهودی در ایالات متحده و همچنین اسرائیل یافت می‌شود.

## در فرهنگ عامه
پیاز رول یک نان محبوب در فرهنگ یهودی است، به ویژه فرهنگ یهودی آمریکایی شهر نیویورک، جایی که معمولاً در نانوایی‌ها، اغذیه فروشی‌ها، بازارهای کوشر و رستوران‌های یهودی سرو می‌شود. آنها همچنین در فرهنگ عامه برجسته شده‌اند.
رول پیاز معروف‌ترین غذایی بود که در رستوران محبوب، اما اکنون تعطیل شده رتنر در لوئر ایست سایدنیویورک سرو می‌شد، رستورانی که فقط غذاهایی با لبنیات تهیه می‌شد. راتنر برای چندین دهه یک رستوران یهودی نمادین در شهر بود و رول‌های پیاز آن در بین مشتریانش بسیار محبوب بود، که برخی از آنها هنوز آنها را به یاد دارند و تا به امروز تلاش می‌کنند آنها را بازسازی کنند.
با توجه به کتاب آشپزی این رستوران، برنده و قهرمان بلامنازع در رتنر، رول‌های پیاز معروف آن بود که روی هر میز همراه با هر وعده غذایی در رستوران ارائه می‌شد. روزانه بیش از ۱۵۰۰ رول پیاز پخته می‌شد که ۳۰۰۰ عدد در روز یکشنبه.
رول‌های پیاز در فیلم سال ۲۰۰۰، اتاق دیگ بخار، که در آن شخصیت اصلی ست، (جیوانی ریبیسی) با خانواده اش غذا می‌خورد، نمایش داده شد. یک عکس بیرونی جلوی رستوران را نشان می‌دهد. صحنه داخلی که بلافاصله در ادامه می‌آید، پیازهای معروف رتنر را روی میز خانواده نشان می‌دهد.